# روبرت إتش. بورنس
روبرت إتش. بورنس هو سياسي أمريكي، (و. 1870 – القرن 20 م). نشط حزبياً في الحزب الجمهوري. وقد انتخب عضو جمعية ولاية ويسكونسن ‏.